# John Wilkins
John Wilkins, anglikanski duhovnik, filozof in pisatelj, ustanovitelj Kraljevega društva, Škof Chesterja od 1668 do smrti. * 1. januar 1614, † 19. november 1672.
Wilkins je eden redkih ljudi, ki so vodili koledž tako na Univerzi v Oxfordu kot na Univerzi v Cambridgeu. Bil je polimat, četudi ni bil med pomembnimi  znanstvenimi inovatorji svojega časa. Veličina njegovega značaja se kaže v tem, da mu je uspelo zmanjšati politično napetost v Oxfordu v času medvladja, da je ustanovil Kraljevo družbo v nestrankarskih okvirih, kakor tudi v njegovem ponujanju roke verskim nekonformistom. Bil je eden izmed ustanoviteljev nove naravne teologije, skladne s tedanjo znanostjo.
Posebno je znan po svojem spisu Esej o realnem značaju in o filozofskemu jeziku (An Essay towards a Real Character and a Philosophical Language), kjer je med drugim predlagal univerzalni jezik in decimalni merski sistem, podoben modernemu metričnemu sistemu.

## Zgodnje življenje
Wilkins se je po vsej verjetnosti rodil v Canons Ashby, v Northamptonshireu. Njegov oče je bil zlatar in je umrl, ko je bil še mlad; njegova mati se je nato znova poročila - Wilkinsov polbrat je bil Walter Pope. Dedek po materini strani je bil puritanski vikar, John Dod. Šolal se je v Magdalen Hall (ki je pozneje postal Hertford College) v Oxfordu, kjer ga je poučeval John Tombes; diplomiral je 1631. (bakalavreat, B. A.), magistiral (M.A.) pa 1634. Študiral je astronomijo z Johnom Bainbridgem.
Po posvetitvi je Wilkins 1637. postal vikar v svojem domačem mestu Fawsleyu, a je kmalu dal odpoved. Nato je postal kaplan 
Williamu Fiennesu, 1. vikontu Sayeja and Seleja ter Georgeu Berkeleyu, 8. baronu od Berkeleya. 1644. je postal kaplan princu Karlu I. Ludviku Pfalškem (nečaku kralja Karla I. Angleškega), ko je ta bil v Angliji. Ko je 1648. Karel Ludvik prevzel funkcijo pfalškega volilnega kneza (kar je bila posledica vestfalskega miru), ga je Wilkins verjetno spremljal ob njegovi vrnitvi v Heidelberg.
Wilkins je sodil v skupino učenjakov, ki so se zbirali okrog Charlesa Scarburgha (rojalističnega zdravnika, ki je prispel v London poleti 1646 po padcu Oxforda v roke parlamentarcev) in ki jih je družil interes za eksperimentalno filozofijo. V tej skupini so sicer bili še George Ent, Samuel Foster, Francis Glisson, Jonathan Goddard, Christopher Merrett, John Wallis, William Harvey ter Seth Ward. Skupino je opisal Wallis ter jo povezal s pfalškimi izgnanci. Med to skupino in Wilkinsovim Oxfordskim klubom so sicer res neizpodbitne povezave, a se te ljudi več ne šteje za soustanovitelje poznejše Kraljeve družbe.

## V Oxfordu, Cambridgeu in Londonu
Wilkins je 1648. postal rektor (warden) Wadham Collegea. Koledž je pod njegovim vodstvom prosperiral, saj je Wilkins gojil politično in versko toleranco, ter v svoje vrste pritegnil mnoge nadarjene ljudi, med njimi tudi Christopherja Wrena. Četudi je podpiral Oliverja Cromwella, so mu mnogi rojalisti zaupali svoje sinove. Iz oxfordskih učenjakov, ki so se zanimali za eksperimentalno znanost, je sestavil pomembno skupino (t. i. Oxforski klub), ki se je dokončno konstituiral 1650 (statut, pravila). Poleg ljudi iz londonske skupine (Goddard, Wallis, Ward, Wren - mladi Scarburghov protežiranec) so mu (po pričevanju Thomasa Sprata) pripadali še Ralph Bathurst, Robert Boyle, William Petty, Lawrence Rooke, Thomas Willis, in Matthew Wren  Postopoma se je skupini pridružil tudi Robert Hooke.
1656. je poročil Robino French, rojeno Cromwell, najmlajšo sestro Oliverja Cromwella, vdovo Petra Frencha, kanonika Kristusove cerkve v Oxfordu (Christ Church, Oxford), ki je umrl 1655.  Wilkins se je s tem postal del najvišjega sloja nove parlamentarne družbe, par pa je tudi lahko uporabljal sobe v Palači Whitehall. Malo pred svojo smrtjo 1659. je Oliver Cromwell Wilkinsu priskrbel novo imenovanje za ravnatelja (Master) Trinity Collegea v Cambridgeu. Imenovanje je potrdil tudi poznejši Lord Protektor, Richard Cromwell. Wilkins se je tam spoprijateljil z Isaacom Barrowom.
Wilkins je aktivno sodeloval v srečanjih učenjakov (glej zgoraj), ki so pozneje prerasla v Kraljevo družbo, bil eden njenih ustanovnih članov, izvoljen je bil tudi za njenega sekretarja (funkcijo si je delil s Henryjem Oldenburgom, ki ga je spoznal v Oxfordu 1656).
Ob restavraciji kraljestva 1660, so nove oblasti Wilkinsu odvzele položaje, ki jih je zasedel pod Cromwellom, zavzel pa je druge položaje znotraj anglikanske cerkve: tako je postal prebendar Yorka in pastor-rektor Cranforda v Middlesexu. Leta 1661 je bil nato degradiran v pridigarja v Gray's Inn, prebival pa je pri svojem prijatelju Sethu Wardu. 1662 je postal vikar v Londonu v St Lawrence Jewry. Veliko škodo je utrpel v velikem londonskem požaru 1666, ko je zgorelo poslopje vikariata, z Wilkinsovo knjižnico in znanstvenimi instrumenti vred.

## Škof
Leta 1666 je postal vikar v Polebrooku (Northamptonshire), leta 1667 prebendar Exeterja ter naslednje leto prebendar Katedrale Svetega Pavla in škof Chesterja.
Do tega položaja je prišel zahvaljujoč vplivu Georgeu Villiersu, drugemu vojvodi Buckinghamskemu. Slednji je glede tedanjih verskih sporov zagovarjal razumevanje (t. i. »comprehension«), pristop, ki še ni verska toleranca, je pa usmerjen v prostovoljno pripojitev prezbiterijancev k anglikanski cerkvi (Church of England) z miroljubno obliko pogajanj in dogovora. Wilkins je bil podobnega mnenja, zato ga je Villiers podpiral. Wilkins je namreč s simpatijami sprejel upravičenje Johna Humfreya o ponovni ordinaciji Williama Piersa, ki je že bil posvečen s strani prezbiterijanskega 'classis'.
Ob svoji posvetitvi je Wilkins v nagovoru zavrnil uporabo kazenskih določil zoper heterodoksijo ter obenem skušal zbrati podporo ostalih zmernih škofov, da bi se dogovorili, katera odstopanja bi lahko dopustili nekonformističnim vernikom. 1668. je prišlo do resnega napora, da bi zagotovili ureditev v duhu 'razumevanja', ko so se sestali William Bates, Richard Baxter and Thomas Manton na strani nekonformistov ter Wilkins in Hezekiah Burton na strani anglikanske cerkve. Wilkins je menil, da bi se prezbiterijanci lahko vključili v anglikansko cerkev, medtem ko bi neodvisni separatisti ostali zunaj. Dogovori so propadli pozno poleti - Manton je krivil Johna Owena za spletkarjenje neodvisnih z Georgeom Villiersom za splošno toleranco, Baxter pa je obtoževal Lordsko zbornico (House of Lords).

## Dela
Zgodnja znanstvena dela o Luni in o novem planetu so bolj poljudnega značajo in se navezujejo na publikacije Francisa Godwina. 1641 izide anonimna razprava Merkur ali Skrivnost in urni sel (Mercury, or The Secret and Swift Messenger), krajše delo o kriptografiji; verjetno je nastalo pod vplivom Godwinovega Nuncius inanimatus iz 1629.
Prvi del Matematične magije opisuje tradicionalne mehanične naprave (npr. vzvod), drugi, bolj spekulativni del pa stroje. Wilkins se v tem delu med drugim opira tudi na dela Guidobalda del Monta in Marina Mersennea. Prav tako se sklicuje na Godwinovo delo Človek na Luni (The Man in the Moone), ko obravnava letenje s pomočjo ptic.
Ecclesiastes (1646) je teološki priročnik za duhovnike, ki obravnava komentiranje Biblije. Wilkins je v njem analiziral celotno polje dostopnih bibličnih komentrarev, poleg tega je zagovarjal preprost stil v pridiganju, namesto prazne retorike in sholastike priporoča bolj naposreden in čustven nagovor. Delo je bilo precej popularno in je doživelo več naklad. Pomembno je tudi zato, ker se Wilkins v njem odmakne od Ciceronskega sloga pridige in ker izvrši prehod v pomenu elokucije v smeri modernega smisla glasovne produkcije.
1668. je izdal svoje najbolj odmevno delo, Esej o realnem značaju in o filozofskemu jeziku (An Essay towards a Real Character and a Philosophical Language), kjer je opisal svoj sintetični univerzalni jezik, ki bi naj zamenjal latinščino. Ta univerzalni jezik naj bi bil povsem nedvoumen, tako da bi učenjaki in filozofi lahko komunicirali brez nepotrebnih nesporazumov, ki izvirajo iz večpomenskosti besed. Pri svojem leksikografskem delu je veliko sodeloval s škofom Williamom Lloydom. V tesni povezavi s tem projektom je tudi njegov predlog racionalizacije znanstvenega opazovanja z decimalnim merskim sistemom (v nasprotju z neke vrste dvanajstiškim angleškim merskim sistemom).
Medtem ko se je njegova zamisel o merskem sistemu povsem realizirala že v 19. stoletju z metričnim sistemom, ki je osnova Mednarodnega sistema enot, pa Wilkinsov univerzalni jezik ni doživel podobne usode. Lahko pa v neopozitivističnih poskusih logične formalizacije (znanstvenega) jezika v 20. stoletju prepoznamo odmev te intence.

### Seznam Wilkinsonovih del
- The Discovery of a World in the Moone (1638)[30][31]
- A Discourse Concerning a New Planet (1640)
- Mercury, or the Secret and Swift Messenger (1641), prva knjiga v angleščini o kriptografiji
- Ecclesiastes (1646)
- Mathematical Magick (1648)
- A Discourse Concerning the Beauty of Providence (1649)
- A discourse concerning the gift of prayer: shewing what it is, wherein it consists and how far it is attainable by industry (1651)
- Vindiciae academiarum (1654), with Seth Ward
- An Essay towards a Real Character and a Philosophical Language (London, 1668)
- Of the Principle and Duties of Natural Religion (London, 1675).